# Horacio Cabarcos
Horacio Cabarcos (Lanús, Buenos Aires, 30 de agosto de 1950) es un músico  y contrabajista argentino.

## Actividad profesional
Nació en Lanús, provincia de Buenos Aires. Comenzó sus estudios de música e instrumento a los 12 años con su padre el contrabajista Fernando Cabarcos, al igual que su primo Kicho Díaz. Luego continuó en el Conservatorio Nacional de Música "Carlos López Buchardo" con los maestros Faustino Del Hoyo y Enzo Raschelli de Ferraris, de donde egresó en 1970.
Integró la Banda Sinfónica de la Fuerza Aérea Argentina entre los años 1967 y 1971; la Orquesta Sinfónica Juvenil de Radio Nacional, la Banda Sinfónica Municipal, Orquesta Nacional de Música Juan de Dios Filiberto y la Orquesta Sinfónica Nacional entre los años 1993 y 2004. Es miembro fundador de la Asociación de profesores de la Orquesta Estable del Teatro Colón y desde el año 2004, integra el consejo directivo de la Asociación Argentina de Intérpretes (AADI).
Desde 1973 forma parte de la Orquesta Estable del Teatro Colón con la cual ha realizado grabaciones e importantes giras por Latinoamérica y Europa actuando junto a solistas y directores de jerarquía internacional. También en ese año integró la Orquesta de Conciertos de Waldo de los Ríos y en 1981 participó de grabaciones para discos y películas junto a Lalo Schifrin.
Dentro del género del tango ha integrado desde 1970 diferentes grupos, tales como las orquestas de Aquiles Aguilar, Horacio Salgán, Osvaldo Tarantino y Leopoldo Federico (Trío y Orquesta), pasando por el Sexteto Buenos Aires, Cuarteto y Orquesta José Colángelo, Osvaldo Requena, Ensamble Trío, Grupo Octango, Cuarteto Reinaldo Nichele, Los Músicos de Buenos Aires, Cuarteto y Orquesta Orlando Trípodi, Julio Pane Trío, Pablo Agri Sexteto. 
En 1998 integró la Orquesta de los Grandes Maestros y Solistas que se presentó en el Teatro Colón, por los festejos del Día Nacional del Tango y a principios del año 2005 fue convocado para integrar la Selección Nacional de Tango, orquesta integrada por destacados maestros del género.
Ha realizado infinidad de actuaciones con cantantes de la talla de: Edmundo Rivero, Susana Rinaldi, Roberto Rufino, Alberto Podestá, Roberto Goyeneche, Raúl Lavié, Virginia Luque, Alberto Marino, Floreal Ruiz, Jorge Valdez, Argentino Ledesma, Mario Bustos, Nelly Vázquez, Adriana Varela, Guillermo Fernández, María Graña, Estela Raval, Sandra Luna, Tito Reyes, Rodolfo Lesica, Héctor Pacheco, Gloria Díaz, Néstor Fabián y también con los maestros: Atilio Stampone, Mariano Mores, Julián Plaza, Osvaldo Requena, Carlos Figari, Armando Pontier, Antonio Agri, Ernesto Baffa y Héctor Stamponi.
Desde 1979 ocupa el lugar que dejara su padre, luego de fallecer, en el Trío y la Orquesta del maestro Leopoldo Federico, con la cual ha realizado actuaciones en los más importantes locales de Tango de Buenos Aires, además de numerosas grabaciones, programas de TV y giras por Chile, Brasil, España, Finlandia, Rusia y Japón.
En el 2001, fue invitado por el conservatorio Ciudad de Buenos aires para dictar los cursos de contrabajo en el tango, con sistema y método de su creación para aplicar al género. Debido a la repercusión y éxito obtenido, estos cursos se repiten en el año 2002, 2003, 2004 y 2005 con importante asistencia de estudiantes y profesionales de distintos países interesados por el tango. Por otra parte, en 2006 dictó un seminario de contrabajo en el Conservatorio Beethoven, en el marco del “Curso de tango para instrumentistas”.
A lo largo de su carrera ha realizado grabaciones junto a los artistas más importantes del país, entre los que se destacan: Leopoldo Federico, Horacio Salgán, Susana Rinaldi, Osvaldo Requena, Ernesto Baffa, Hugo Marcel, José Colangelo, Antonio Agri, Mercedes Sosa, Sandra Luna, Cacho Castaña, Gloria Díaz, Guillermo Fernández, María Graña, Horacio Molina, Jorge Sobral, Edmundo Rivero, Rubén Juárez, Jorge Falcón, Eladia Blázquez, Leonardo Favio, Adriana Varela, Orlando Trípodi, Julio Pane Trío, Octango, Ensamble Trío, Fabián Bertero y Los músicos de Buenos Aires, Hugo Díaz Trío, Pablo Agri Sexteto, entre tantos otros. También ha realizado diversas grabaciones con la Orquesta Sinfónica Nacional y con la Orquesta Estable del Teatro Colón.

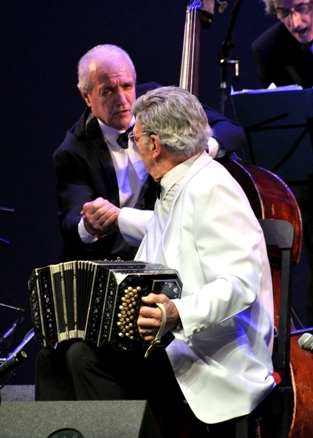
Leopoldo Federico y Horacio Cabarcos

En 2006 Leopoldo Federico le dedicó un tango titulado “De tal palo…” y anteriormente, en el año 2000, el músico Juan Morteo hizo lo propio con el tango “Concabarcos”, grabado por la agrupación Todos para el tango, ese mismo año.
Ya como solista de la orquesta “Cafe de Los Maestros”, en 2008 viaja a París y se presenta en la sala Pleyel y en el anfiteatro de la ciudad de Lyon. Vuelve a Europa en el 2009, con la misma agrupación, para actuar en Grecia, en el Anfiteatro Herodeon Atticus del Partenón y en la Ciudad de Olimpia. Culmina esta gira en Londres, con un exitoso concierto en el Barbican Hall. Siempre con "Café de los Maestros", los conciertos continúan en Buenos Aire y en gira por Brasil con actuaciones en San Pablo, Porto Alegre y Río de Janeiro. En marzo del 2010, viaja con la misma producción a Hong Kong, Seúl y Singapur.
En julio Viaja a Shanghái con la Selección Nacional de Tango, para actuar en la Expo Shanghái.
A su regreso, actúa con la orquesta del maestro Leopoldo Federico en el Festival de Tango de la Ciudad de Buenos Aires junto al cantante panameño Rubén Blades, con quien, además, graban un CD interpretando sus temas en tiempo de tango. Junto a Leopoldo Federico y Nicolás Ledesma se presentan en trío en el programa de TV "Encuentro en el estudio".
Es invitado por la universidad de San Martín para dictar una Master Class en comunicación directa por videoconferencia con los músicos de la New World Symphony de Miami.
En octubre, en gira con el Café de los Maestros, viaja a los Emiratos Árabes para actuar en dos conciertos en la ciudad de Oman. En Bélgica, se presentan en el Palacio de Bellas Artes de Bruselas. De regreso a Buenos Aires actúa como solista invitado con la orquesta Juan de Dios Filiberto.
Comienza el año 2011 con dos presentaciones en Brasil con Café de los Maestros, Porto Alegre y Curitiba. En junio realiza cuatro conciertos en Europa con la Selección Nacional de Tango. La gira incluye Oporto, París, Florencia y Viena. Actúa en Buenos Aires con el trío de Leopoldo Federico y la cantante Susana Rinaldi en un ciclo de la librería Clásica y Moderna. Vuelve a Europa para realizar once conciertos, con el sexteto del violinista Fernando Suárez Paz y la cantante Ute Lemper. Se presentan en seis ciudades de Alemania, Suiza, Austria, Holanda, Italia y España.
Culmina el año 2011 con Café de los Maestros el 31 de diciembre, con una producción especial, en transmisión en directo con Alemania, con motivo de recibir el nuevo año con tangos en dicho país.
Durante el año 2012 actúa con la orquesta de Leopoldo Federico en los ciclos de tango del Centro Cultural Torcuato Tasso, Festival de Tango de la Ciudad de Buenos Aires, La Trastienda, Universidad de San Martín, Teatro Auditorium de Mar del Plata, ciclo del diario Clarín en el auditorio SDDRA. En septiembre de ese año es invitado al VI Encuentro Internacional de Contrabajistas en la Ciudad de San Juan, donde dicta las clases de contrabajo en tango, compartiendo las jornadas con prestigiosos maestros del ámbito nacional e internacional. Durante los meses de octubre y noviembre, dicta el curso de contrabajo en la especialidad de tango, en el Conservatorio Superior de Música de la Ciudad de Buenos Aires "Astor Piazzolla".
En el mes de diciembre viaja a Colombia con el sexteto del violinista Fernando Suárez Paz y la cantante alemana Ute Lemper, donde realizan un exitoso concierto en el teatro Mayor de Bogotá.
En marzo de 2013 actúa con La orquesta de Leopoldo Federico en el festival de Zárate, en las veladas del Centro cultural Torcuato Tasso, en los festejos de los 55 años de la orquesta en el teatro Maipo, en La Usina del Arte, en el marco del festival de Tango de Buenos Aires y en el ciclo del diario Clarín.
En el mismo año, es invitado por Luis Salinas para las presentaciones del ciclo Tangos en el Tasso y en el Luna Park. En agosto, vuelve a San Juan, para sumarse al personal de profesores en el VII Encuentro Internacional de Contrabajistas. Actúa con el Sexteto de cuerdas del Violinista Pablo Agri y con la Selección Nacional de Tango. Es requerido por la cineasta Heddy Honigmann, para un documental sobre la gira Internacional de la Orquesta Real del Concertgebouw, interesada por su actividad en el género de tango y en la música clásica. En septiembre dicta el curso anual de Contrabajo en el Tango, en el conservatorio Astor Piazzolla.
Comienza el año 2014 presentándose en el festival de la ciudad de Zárate con el Sexteto del violinista Fernando Suarez Paz y la cantante C. Suarez Paz. Con el mismo grupo Viaja a Noruega para actuar en dos conciertos en el festival de la ciudad de Harstad con la cantante alemana Ute Lemper. Graba el segundo CD con la Selección Nacional de Tango. Actúa con el guitarrista Luis Salinas en el ciclo del centro Torcuato Tasso. Actúa con el sexteto de cuerdas del violinista Pablo Agri en el Museo Fernández Blanco y en la Usina del Arte, con motivo de la inauguración de una nueva sala de cámara. En el mes de agosto viaja a la ciudad de Córdoba para dictar una Clínica de Contrabajo en tango, organizada por la Asociación Argentina de Intérpretes AADI, en el Conservatorio Provincial Ciudad de las Artes. En el mes de octubre lo hace en la sede central de AADI Capital.
En diciembre vuelve al ciclo de Torcuato Tasso con el guitarrista Luis Salinas. Se une al bandoneonista Víctor Lavallén, y el pianista Pablo Estigarribia. Forman el Trío Lavallén-Estigarribia-Cabarcos. Graban los primeros cuatro temas del CD  “De menor a mayor”.
Fallece su amigo y maestro Leopoldo Federico, con el cual ha compartido 35 años de amistad, y trabajo en su orquesta.
En febrero de 2015 Viaja con el sexteto de Fernando Suárez Paz y la cantante Ute Lemper a la Ciudad de Muscat, Oman. Donde actúan en un concierto en el Teatro de la Ópera de esa ciudad. Vuelve con Luis Salinas por una presentación en el Centro Torcuato Tasso, En el mes de marzo completan el CD del Trío con Víctor Lavallén y Pablo Estigarribia. Hacen su debut en el Café Vinilo, donde son convocados por cinco fechas más.
En el mes de mayo se retira de la Orquesta Estable del Teatro Colón luego de 42 años durante los cuales tuvo la oportunidad de trabajar con grandes artistas tales como los directores Peter Maag, Fernando Previtali, Federico Moreno Torroba, Francesco Molinari Pradelli, Aaron Copland, Mistislav Rostropovich, Nello Santi, Oliberio de Fabritis, Ferdinand Lainer, Stanislaw Wislocki, Jon Paul Decker; los solistas Yehudi Menuhin, Ruggero Ricci, Martha Argerich, Benny Goodman,  Antonio Janigro, Bruno Gelber y los cantantes Luciano Pavarotti, Renata Scotto, Plácido Domingo, Alfredo Kraus, Brigit Nilson, José Carreras, Annette Balsa, Mirelle Fleming, y la estrella del ballet Maya Plisétskaya, entre otras figuras.
Vuelve a Córdoba para dictar la clínica de contrabajo en el Conservatorio Ciudad de las Artes auspiciado por la Asociación Argentina de Intérpretes AADI. Se suma en esa Ciudad al VI Encuentro Internacional de Contrabajistas Organizado por la Escuela Motio.
Los músicos de la orquesta del maestro Leopoldo Federico, sumados a la Orquesta de Tango de Buenos Aires se presentan en La Usina del Arte, en la apertura del Festival de Tango 2015 homenajeando al Maestro Federico. En el mismo festival actúa como solista con la Camerata Almagro, en un concierto denominado Cumbre de Contrabajistas. En el mes de octubre participa en un homenaje al armonicista Hugo Díaz, el mismo se lleva a cabo en el teatro Margarita Xirgu. Invitado por Mavi Díaz (hija de Hugo Díaz) actúa junto a los músicos Franco Luciani, Juan Carlos Cirigliano, Facundo Guevara y José Colangelo. En noviembre es invitado a una charla en el Centro Cultural Kirchner, en el ciclo Mano a mano. En la misma cuenta sobre su trayectoria en la música, y dicta una MasterClass junto al pianista Nicolás Ledesma. Es invitado al Encuentro de Contrabajistas “Contrabajo Buenos Aires” realizado en Borges 1975. En el mismo participaron contrabajistas de distintos géneros. Tuvo a su cargo la disertación sobre el contrabajo en el tango.

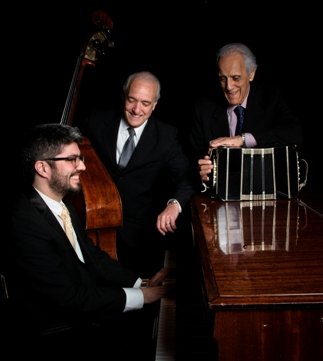
Trío Lavallén-Estigarribia-Cabarcos

Con el Trío Lavallén-Estigarribia-Cabarcos, se presentan en el teatro Margarita Xirgus, en el Centro Cultural Kirchner, en la Biblioteca Nacional, en la sala de Cámara de la Usina del Arte Durante el festival de Tango. Viajan a Estados Unidos, se presentan en dos conciertos en el Stowe Tango Festival, en la Ciudad de Stowe, en el Estado de Vermont. A su regreso viajan a Mar del Plata por un concierto en el Teatro Auditorium en la sala Roberto Pairó, en el ciclo Maestros del Tango. Ofrecen dos conciertos en el Centro Cultural Torcuato Tasso. Viajan a Rosario por un concierto en La casa del Tango de esa Ciudad. Despiden el año 2015 con una presentación en la Academia Nacional del Tango y un concierto en Café Vinilo.
Comienza el año 2016 las presentaciones con el Trío en los ciclos del Café Vinilo, y en el Centro Cultural Torcuato Tasso son frecuentes. Vuelven a de Rosario por un concierto en el teatro Príncipe de Asturias. En el mes de agosto Viajan a Estados Unidos, para presentarse en el “Stow Tango Festival”, tal como lo habían hecho el año anterior, Actúan en dos conciertos con el Trío, y se suman a la orquesta del Festival, en el Spruce Peak Performing Arts Center. También graban tres temas para el CD del festival.
Juan de Dios Filiberto rinde un homenaje al maestro Leopoldo Federico en la apertura del festival de tango de , en del Arte. Para esta ocasión son invitados los músicos que pertenecieron a la orquesta del Maestro Federico, ofreciendo un concierto donde interpretaron junto al organismo, el repertorio de la orquesta.
En la sala de Cámara de del Arte, y durante el Festival, también actúa con el Trío, junto a Víctor Lavallén, y Pablo Estigarribia.
En el mes de octubre es presentado en sala Marabú el documental, "El Contrabajista”, un filme realizado por los directores Daniel Tonelli, y Marcelo Turrisi. Con producción de The Argentine Tango Society y la coordinación de Silvina Damiani. En él, Cabarcos narra recuerdos de su niñez, y una vida dedicada a la música.
En el mes de noviembre actúa con la orquesta del Violinista Miguel Ángel Brertero, en La casa del Tango, en el concierto presentación del CD, “Miguel Ángel Bertero Cien X Ciento Tango Argentino”
Con varios proyectos con el trío para el año 2017, Su actividad continúa en sesiones de grabación, clínicas, y presentaciones con distintos artistas.